# 艾倫·貝斯克
艾倫·貝斯克（Alen Bašić，1980年10月20日—），生于波赫，現效力馬拉雲足球會。
貝斯克家人為逃離波黑戰爭而移居德國，他是史特加青年隊的一員。當波斯尼亞戰亂過後，他返回波斯尼亞效力當地球會。
2004年，他返回德國，效力德乙球隊德雷斯頓迪納摩和奧芬巴克，然後再返回FK薩拉熱窩，2008年夏天，轉到伊朗球會馬拉雲。

## 球會生涯
2008年夏季，他轉到馬拉雲，成為球隊的主力球員，他幾乎出現於每場聯賽上。